# طلخند
طلخند شاهزاده هندوستان فرزند مای شاه هندوستان که بر سر پادشاهی برادر ناتنی‌اش  گَوْ  به نبرد پرداخت و شکست خورد.

## داستان طلخند وگَوْدرشاهنامه فردوسی[۱]

### مردنجمهورپدرگَوْ
جمهور شاه هندوستان که بسیار با داد و دانش بود و مردم از او خشنود بودند، جمهور پسری داشت به نام گو در کودکی گو پدرش جمهور می‌میرد.
به دلیل خردسالی گو بزرگان هند برای شاهی به برادر جمهور مای مراجعه می‌کنند و مای را به شاهی برمی‌گزینند.

### مردنمایپدر طلخند
پس از تاج بر سر نهادن، مای با مادر گو (همسر برادرش) ازدواج می‌کند و از مای صاحب پسری می‌شود به نام طلخند.
زمانی که طلخند دو سال داشت و گو هفت ساله، مای به دلیل بیماری می‌میرد.

### به شاهی نشستن مادرگوو طلخند
مادر گو و طلخند باردیگر سوگوار می‌شوند. بزرگان هندوستان پس از مرگ مای همسر وی مادر گو و طلخند را به تخت شاهی می‌نشانند و به او می‌گویند که پس از بزرگ شدن فرزندان یکی را به سلطنت انتخاب کن.
مادر پس از به سلطنت رسیدن دو آموزگار برای دو فرزند برمی‌گزیند. همواره این دو فرزند با هم بودند، تا به سن جوانی می‌رسند. در دوره جوانی گو و طلخند همواره با همدیگر در رقابت بودند. گاهی یکی نزد مادر می‌رفت از او می‌پرسید که کدام یک از ما را سزاوار شاهی می‌دانی؟ مادر که نمی‌خواست هیچ‌کدام از آن دو را از خود آزرده‌خاطر کند، به هرکدام جداگانه می‌گفت تو برای شاهی مناسب‌تری و بدین گونه هرکدام خود را شاه می‌دانستند.

### شدت یافتن رقابت‌ها و حسادت‌ها بین‌گوو طلخند
پس از چند سال دیگر هریک بر دیگری حسادت بسیار می‌ورزید و این حسادت باعث سختی و رنج آنها بود و کشور بین آن دو قسمت شده بود و خردمندان از آینده هراسناک بودند.
بنابر شاهنامه فردوسی این رقابت‌ها و حسادت‌ها از آموزش نادرست آموزگاران به آن رسیده بود.
در هر زمان نیز دو برادر نزد مادر می‌رفتند و می‌پرسیدند که چه کسی مناسب تاج تخت است؟ مادر جواب می‌دهد کسی که مناسب تاج و تخت است باید خردمند باشد. روزی گو در جواب مادر گفت بحث را عوض نکن اگر مناسب نباشم پادشاهی را به طلخند بده و من به او خدمت خواهم کرد، اگر من مناسب تاج و تخت باشم که فرزند جمهور بزرگ هستم به طلخند بگو که از بی‌دانشی کار را برای ما سخت نکنند.
روزی مادر به هر دوی آنها می‌گویند سرانجام همه ما مرگ است پس بهتر است که هر دو به فرمان من باشید. اگر هر کدام را به شاه انتخاب کنم دیگری از من کینه به دل خواهد گرفت شما برای شاهی خونریزی به راه میندازید.
اما از گفتار مادر، طلخند آزرده خاطر می‌شود در جواب و مادر می‌گوید اگر سن ملاک بزرگی باشد افرادی در لشکر من وجود دارد که سن آنها از کرکس نیز کهنسال‌تر است. به مادر گفت اگر پدر در جوانی مُرد کسی را به شاه انتخاب نکرد و تو می‌خواهی که گو را به شاهی انتخاب کنی.
گاهی بین دو برادر گفتگویی برسر پادشاهی درمی‌گرفت و آموزگاران آن دو، هر یک می‌خواستند شاگرد خود را به شاهی بنشانند از این رو دو برادر را به جان هم می‌انداختند. سرانجام بین دو برادر کینه ای عمیق شعله‌ور شد.

### تشکیل انجمن پادشاهی برای انتخاب شاه و بی‌نتیجه‌ بودن انجمن
روزی دو برادر بر دو تخت کنار هم نزد بزرگان سرزمین هندوستان از آنها می‌پرسند از میان ما کدام یک را به شاهی برمی‌گزینید؟ بزرگان می‌دانستند عاقبت کار جنگ دشمنی است جواب ندادند، تا اینکه یکی از آنها به پا خاست و گفت فردا انجمنی خواهیم ساخت و تصمیم خواهیم گرفت. اما در انجمنی که بر سر انتخاب پادشاه صورت گرفت بین بزرگان اختلاف افتاد و توافقی حاصل نشد.
کشور به دو دسته تقسیم شده بود گروهی به سوی گو رفتند و گروهی به سوی طلخند.
کشور از این اختلاف پرآشوب می‌شود. پس از اینکه دو برادر از جدایی بین مردم آگاهی یافتند خشمگینانه به نزد هم رفتند گو به طلخند گفت:برادر چنین رفتار نکن که صحبت از ما بین مردم بسیار است. اما هر دو خود را سزاوار و پادشاهی می‌دانند و طلخند به گو می‌گوید از جمهور و مای صحبت نکن اگر پادشاهی می‌خواهی با من به مبارزه برخیز.
| برفتند یک سر بزرگان شهر       |  | هرآنکس که‌شان بود زان کار بهر  |
| پر آواز شد سندلی چار سوی      |  | سخن رفت هرگونه بی‌آرزوی        |
| یکی را ز گردان به گو بود رای  |  | یکی سوی طلخند بُد رهنمای       |
| زبانها ز گفتارشان شد ستوه     |  | نگشتند همرای و با هم گروه     |
| پراگنده گشت آن بزرگ انجمن     |  | سپاهی و شهری همه تن به تن     |
| یکی سوی طلخند پیغام کرد       |  | زبان را ز گو پر ز دشنام کرد   |
| دگر سوی گر رفت با گرز و تیغ   |  | که از شاه جان را ندارم دریغ   |
| پرآشوب شد کشور سندلی          |  | بدان نیکخواهی و آن یکدلی      |
| خردمند گوید که در یک سرای     |  | چو فرمان دو گردد نماند به جای |
| پس آگاهی آمد به طلخند و گو    |  | که هر برزنی با یکی پیشرو      |
| همه شهر ویران کنند از هوا     |  | نباید که دارند شاهان روا      |
| ببودند زان آگهی پر هراس       |  | همی‌داشتندی شب و روز پاس       |
| چنان بُد که روزی دو شاه جوان   |  | برفتند بی‌لشکر و پهلوان        |
| زبان برگشادند یک با دگر       |  | پرآژنگ روی و پراز جنگ سر      |
| به طلخند گفت ای برادر مَکُن     |  | کز اندازه بگذشت ما را سَخُن     |
| بتا روی بر خیره چیزی مجوی     |  | که فرزانگان آن نبینند روی     |
| شنیدی که جمهور تا زنده بود    |  | برادر ورا چون یکی بنده بود    |
| بِمُرد او و من ماندم خوار و خرد |  | یکی خرد را گاه نتوان سپرد     |
| جهان پر ز خوبی بد از رای اوی  |  | نیارست جستن کسی جای اوی       |
| برادر ورا همچو جان بود و تن   |  | به شاهی ورا خواندند انجمن     |
| اگر بودمی من سزاوار گاه       |  | نکردی به مای اندرون کس نگاه   |

### آغاز جنگ نخست بینگوو طلخند
با وجود پیغام‌های گو به طلخند برای آشتی طلخند راه حل این موضوع را تنها جنگ می‌داند در این زمان ستاره‌شناسی به گو می‌گوید که با او مبارزه نکن زیرا در آسمان‌ها دیده‌ام که طلخند به‌زودی خواهد مُرد، پس مرگ او را به نام خود ننویس. گو باردیگر فرستاده‌ای به نزد طلخند می فرستد، و قصد دارد که با طلخند از درِ سازش در می‌آید اما طلخند نمی‌پذیرد.
| بدو گفت گو پیش طلخند شو      |  | بگویش که پر درد و رنجست گو      |
| ازین گردش رزم و این کارزار   |  | همی‌خواهد از داور کردگار         |
| که گرداند اندر دلت هوش و مهر |  | به تابی ز جنگ برادر توچهر       |
| به فرزانه‌ای کو به نزدیک تست  |  | فروزندهٔ جان تاریک تست           |
| بپرس از شمار ده و دو و هفت   |  | که چون خواهد این کار بیداد رفت  |
| اگر چند تندی و کنداوری       |  | هم از گردش چرخ برنگذری          |
| همه گرد بر گرد ما دشمنست     |  | جهانی پر از مردم ریمنست         |
| همان شاه کشمیر وفغفور چین    |  | که تنگست از ایشان به ما بر زمین |
| نکوهیده باشیم ازین هر دو روی |  | هم از نامداران پرخاشجوی         |
| فرستاده آمد چو باد دمان      |  | به نزدیک طلخند تیره روان        |
| بگفت آنچ بشنید و بفزود نیز   |  | ز شاهی و ز گنج و دینار و چیز    |
| چو بشنید طلخند گفتار اوی     |  | خردمندی و رای و دیدار اوی       |
| از آن کآسمان را دگر بود راز  |  | به گفت برادر نیامد فراز         |
| چنین داد پاسخ که گو را بگوی  |  | که هرگز مبادی جز از چاره جوی    |
| بریده زوانت بشمشیر بد        |  | تنت سوخته ز آتش هیربد           |
| شنیدم همه خام گفتار تو       |  | نبینم جزا ز چاره بازار تو       |
| چگونه دهی گنج و شاهی بمن     |  | تو خود کیستی زین بزرگ انجمن     |
| توانایی و گنج و شاهی مراست   |  | ز خورشید تا آب و ماهی مراست     |
| همانا زمانت فراز آمدست       |  | کت اندیشه‌های دراز آمدست         |

پس از رد و بدل شدن پیام هایی گو از حل مشکل از راه گفتگو ناامید می‌شود. 
مشاور گو به او می گوید آغازگر جنگ نباش. 
پس از آن جنگ سختی در می‌گیرد و طلخند شکست می خورد گو به طلخند زنهار می دهد و به او می گوید به ایوان خود برو و خداشناس باش.

### آغاز جنگ دوم بینگوو طلخند[۳]
پس از مدتی طلخند بار دیگر به فکر جنگ با برادر است و سپاهی بزرگ را مهیای جنگ می سازد. طلخند به گو پیامی می‌فرستد که فکر نکن من تخت و تاج را به تو بخشیدم.
زمانی که گو پیام طلخند را می‌شنود به مشاورش می‌گوید این شگفتی را بنگر من او را آزاد کردم اما باز به دنبال جنگ است. مشاور به گو می گوید تو از پدرت سلطنت را به یادگار داری و داناتری از در آشتی با او درآ. اگر جنگ سازد ما نیز مهیای جنگ می‌شویم ما به جنگ شتاب نداریم برای اینکه شهر ها ویران نشود جنگ را کنار دریا ببریم و گرداگرد خود خندقی بکنیم تا جنگ را به شهر نکشانیم.
بار دیگر گو نامه‌ای نزد طلخند می‌فرستد و او را از جنگ منع می‌کند. 
طلخند نمی‌پذیرد اما با اینکه جنگ را به بیرون از شهر ببرند موافق است.
سپاهش را برای برای بار دوم مهیای جنگ با برادر می کند و جنگ سختی در می‌گیرد در این جنگ عده زیادی کشته می‌شوند و طلخند برای بار دوم شکست می‌خورد.
| سپه را همه سوی دریا کشید     |  | وزان پس سپاه گَوْ آمد پدید     |
| برابر فرود آمدند آن دو شاه   |  | که بوند با یکدگر کینه خواه   |
| بگرد اندرون کنده‌ای ساختند    |  | چوشد ژرف آب اندر انداختند    |
| دو لشکر برابر کشیدند صف      |  | سواران همه بر لب آورده کف    |
| بیاراست با میسره میمنه       |  | کشیدند نزدیک دریا بنه        |
| دو شاه گرانمایه پر درد و کین |  | نهادند برپشت پیلان دو زین    |
| به قلب اندرون ساخته جای خویش |  | شده هر یکی لشکر آرای خویش    |
| زمین قار شد آسمان شد بنفش    |  | ز بس نیزه و پرنیانی درفش     |
| هوا شد ز گرد سپاه آبنوس      |  | ز نالیدن بوق وآوای کوس       |
| تو گفتی که دریا بجوشد همی    |  | نهنگ اندرو خون خروشد همی     |
| ز زخم تبرزین و گوپال و تیغ   |  | ز دریا برآمد یکی تیره میغ    |
| چو بر چرخ خورشید دامن کشید   |  | چنان شد که کس نیز کس را ندید |
| توگفتی هوا تیغ بارد همی      |  | به‌خاک اندرون لاله کارد همی   |
| ز افگنده گیتی بران گونه گشت  |  | که کرکس نیارست برسرگذشت      |
| گروهی بکنده درون پر ز خون    |  | دگر سر بریده فگنده نگون      |
| ز دریا همی‌خاست از باد موج    |  | سپاه اندر آمد همی فوج فوج    |
| همه دشت مغز و جگر بود و دل   |  | همه نعل اسبان ز خون پر ز گل  |

### کشته شدن طلخند
طلخند که تمام لشکریان خود را کشته می‌بیند و نه راه پس دارد و نه راه پیش، از شدت تنهایی و تشنگی می‌میرد.
گو به بالین طلخند میرود و او را مرده می‌یابد هرچند هیچ زخمی بر او نیست. می‌گوید من با تو به خوبی رفتار کردم اما تو سخنانم را نپذیرفتی مشاور گو به او می گوید خداوند را سپاس کن که طلخند به دست تو و سپاهیان تو کشته نشد.
| نگه کرد طلخند از پشت پیل      |  | زمین دید برسان دریای نیل     |
| همه باد بر سوی طلخند گشت      |  | به راه و به آب آرزومند گشت   |
| ز باد و ز خورشید و شمشیر تیز  |  | نه آرام دید و نه راه گریز    |
| بران زین زرین بخفت و بمرد     |  | همه کشور هند گو راسپرد       |
| به‌بیشی نهادست مردم دو چشم     |  | ز کمی بود دل پر از درد وخشم  |
| نه آن ماند ای مرد دانا نه این |  | ز گیتی همه شادمانی گزین      |
| اگر چند بفزاید از رنج گنج     |  | همان گنج گیتی نیرزد به رنج   |
| زقلب سپه چون نگه کرد گَوْ       |  | ندید آن درفش سپهدار نو       |
| سواری فرستاد تا پشت پیل       |  | بگردد بجوید همه میل میل      |
| ببیند که آن لعل رخشان درفش    |  | کزو بود روی سواران بنفش      |
| کجا شد که بنشست جوش نبرد      |  | مگر چشم من تیره گون شد ز گرد |
| سوار آمد و سر به سر بنگرید    |  | درفش سرنامداران ندید         |
| همه قلب گه دید پر گفتگوی      |  | سواران کشور همه شاه جوی      |
| فرستاده برگشت و آمد چو باد    |  | سخنها همه پیش او کرد یاد     |
| سپهبد فرود آمد از پشت پیل     |  | پیاده همی‌رفت گریان دو میل    |
| بیامد چو طلخند را مرده دید    |  | دل لشکر از درد پژمرده دید    |
| سراپای او سر به سر بنگرید     |  | به جایی برو پوست خسته ندید   |
| خروشان همه گوشت بازو بکند     |  | نشست از برش سوگوار و نژند    |
| همی‌گفت زار ای نبرده جوان      |  | برفتی پر از درد و خسته روان  |
| تو را گردش اختر بد بکشت       |  | وگرنه نزد بر تو بادی درشت    |
| بپیچید ز آموزگاران سرت        |  | تو رفتی ومسکین دل مادرت      |
| بخوبی بسی راندم با تو پند     |  | نیامد تو را پند من سودمند    |
| چو فرزانه گَوْ بد آنجا رسید     |  | جهان‌جوی طلخند را مرده دید    |
| برادرش گریان و پر درد گشت     |  | خروش سواران بران پهن دشت     |
| خروشان بغلتید در پیش، گَوْ      |  | همی‌گفت زار ای جهان‌دار نو     |
| ازان پس بیاراست فرزانه پند    |  | به‌گَوْ گفت کای شهریار بلند     |
| از این زاری و سوگواری چه سود  |  | چنین رفت و این بودنی کار بود |
| سپاس از جهان آفرینت یکیست     |  | که طلخند بر دست تو کشته نیست |

### آگاهی یافتن مادر از مرگ تلخند[۴]
در آن هنگامی که آن دو شاه جای نبرد را برگزیدند، آرام و خورد و خواب از مادرشان دور شد. همیشه دیده‌بانی در آن راه داشت و روزگار را به تلخی می‌گذراند. چون سرانجام گَرد سپاه از آن راه برخاست، دیده‌بان از دور بنگریست. دید که درفش گو از بالا پدیدار گشت و سپاهیانش را بر همه کشور بگسترانید. لیک طلحند از میان آن سپاه پدیدار نشد.
پس دیدبان به مادر طلخند و گو آگاهی داد که سپاهی که به این سوی کوه آمد گو به همراه سپاهیانش هستند. ولی از طلحند و درفش و سپاهیان او چیزی دیده نمی‌شد. 
مادر که چنین شنید، از غم خون بگریست. سپس چون بدو آگهی رسید که: دیگر آن فرّ شاهنشاهی تیره شد و طلحند بر روی زین بمرد و تخت شاهی را به گو سپرد، مادر با سری که پر از خون بود، به ایوان طلحند دوید و همه جامه‌هایش را بدرید و رخسار خود را بکند. آنگاه آن ایوان و گنج را به آتش کشید و تاج و تخت بزرگی را بسوخت. سپس آتش بلندی برافروخت تا به آیین هندوان تن خود را در آن بسوزاند. چون از این کار مادر، به گو آگهی رسید، آن اسپ تیز روی خود را از جای برانگیخت و بیآمد.
او را تنگ در برگرفت و همچنان‌که خون می‌گریست از او خواهش کرد که: ای مادر مهربان، به سخنم گوش بسپار و بدان که ما از این کارزار بی‌گناه هستیم. نه من و نه یارانم، هیچ‌کدام او را نکشتیم.

### نمایاندن مرگ طلخند باشطرنجبه مادر
مادر گفتار گو را باور نداشت مشاور گو به گو پیشنهاد کرد، با استفاده از شطرنج جنگ و مرگ طلخند را به مادر نشان دهند. و بعد از مهره‌چینی شطرنج مهره شاه که نمایانگر طلخند بود در محاصره و تنگنا قرار میگیرد، هر یک از آنها در میدان خود می‌تاختند. چون کسی شاه را در نبرد می‌دید، به آوای بلند بدو می‌گفت: ای شاه، دور شو. شاه از خانه خویش برتر می‌رفت تا این که جای بر او تنگ می‌شد. سپس رخ و اسپ و فرزین و پیل و سپاه (گو)راه را بر مهره شاه(طلخند) ببستند.
شاه به سراسر آن چهار سوی بنگریست و سپاهیان را دید که اخم به ابروان آورده بودند و از چپ و راست و پیش و پس با آب و کَنده راه را بر او بسته بودند. سرانجام شاه از رنج و تشنگی مات شد و این چنین از این روزگار رها گشت.
آرزوی گو از آن شطرنج، نمایاندن کار طلحند بود.
مادر با دلی پر خون از درد طلحند شاه پیوسته به آن بازی نگاه می‌کرد. شب و روز، پر از درد و خشم نشسته و به آن بازی شطرنج چشم دوخته بود. همه کام و اندیشه‌اش به شطرنج بود و جانش از برای طلحند پر از رنج بود. همیشه خون می‌گریست و تنها پزشک آن دردش، شطرنج بود. بدین گونه هیچ نخورد و نخوابید، تا این که روزگارش به‌سر آمد.